# Albania en los Juegos Olímpicos de Sídney 2000
Albania estuvo representada en los Juegos Olímpicos de Sídney 2000 por un total de 4 deportistas que compitieron en 3 deportes.  
El portador de la bandera en la ceremonia de apertura fue el luchador Ilirjan Suli. El equipo olímpico albanés no obtuvo ninguna medalla en estos Juegos.